# تشارلز آرثر أندرسون
تشارلز آرثر أندرسون (بالإنجليزية: Charles Arthur Anderson)‏ هو محامي وسياسي أمريكي، ولد في 26 سبتمبر 1899 بسانت لويس في الولايات المتحدة، وتوفي بنفس المكان في 26 أبريل 1977. حزبياً، نشط في الحزب الديمقراطي. انتخب عضو مجلس النواب الأمريكي.